# Parc du Tremblay
 (octobre 2023).
Si vous disposez d'ouvrages ou d'articles de référence ou si vous connaissez des sites web de qualité traitant du thème abordé ici, merci de compléter l'article en donnant les références utiles à sa vérifiabilité et en les liant à la section « Notes et références ».
 (juin 2022).
Le parc du Tremblay est un parc de loisirs situé sur la commune française de Champigny-sur-Marne, dans le département du Val-de-Marne et la région Île-de-France.

## Historique
Ce parc tient son nom d'un village nommé Le Tremblai, qui a aussi donné son nom à l'avenue du Tremblay.

### L'hippodrome du Tremblay
L'hippodrome du Tremblay, destiné au plat et à l'obstacle, ouvre en 1906. La dernière réunion hippique a lieu le 25 octobre 1967.
Il a également accueilli de nombreuses arrivées du Cross de L'Humanité, avant et après la Seconde Guerre mondiale.

### La création du parc du Tremblay
En 1960, le Gouvernement envisage de créer un stade de 100 000 places dans le Bois de Vincennes en vue des Jeux olympiques; mais le projet qui doit entraîner l'abattage de 10 000 arbres est combattu par André Malraux alors Ministre des Affaires Culturelles, appuyé par M. Roland Nungesser. Il pose une question écrite au Ministère de l'Éducation nationale suggérant d'étudier attentivement la possibilité de créer sur l'hippodrome du Tremblay, plutôt qu'au bois de Vincennes, un grand complexe sportif.
Après avoir exposé plusieurs craintes tenant essentiellement à la sauvegarde du caractère de promenade du Bois de Vincennes et à la conservation de son site historique qui risquaient donc d'être compromises par la destruction de plusieurs milliers d'arbres, il souligna par ailleurs, que la création du stade Olympique aurait l'inconvénient dans le domaine sportif lui-même, de supprimer des terrains de jeux sportifs déjà existants au voisinage du stade Pershing et de limiter l'extension de l'INS.
Aussi, l'étude de ces propositions conduisit à ces décisions: le stade olympique lui-même serait construit dans le Bois de Vincennes, ses annexes étant implantées dans l'hippodrome du Tremblay. Les terrains de sports supprimés seraient reconstitués dans les environs.
En 1965, lorsque les pouvoirs publics renoncèrent provisoirement à la construction du stade Olympique, l'idée de créer un vaste centre de détente et de loisirs sur cet ancien hippodrome fut retenue officiellement. Le concept d'une utilisation permanente de ce cadre sportif était de ce fait définitivement installé.

## Le site et ses activités
Le Golf du Parc Interdépartemental du Tremblay (Val-de-Marne), fut l'un des premiers golfs compacts urbains (G.C.U) de France. Il est équipé d'une piste de bicross, de murs d'entraînement de tennis, des terrains de beach-volley, de basket-ball et de handball. 
C'est un parc interdépartemental dans le sens où il est administré conjointement par le Conseil général du Val-de-Marne (sur le territoire duquel il est implanté) et le Conseil Général de Paris.
Une brocante y est organisée chaque 1er week-end du mois entre la partie nord du parc et le boulevard des Alliés.

## Galerie

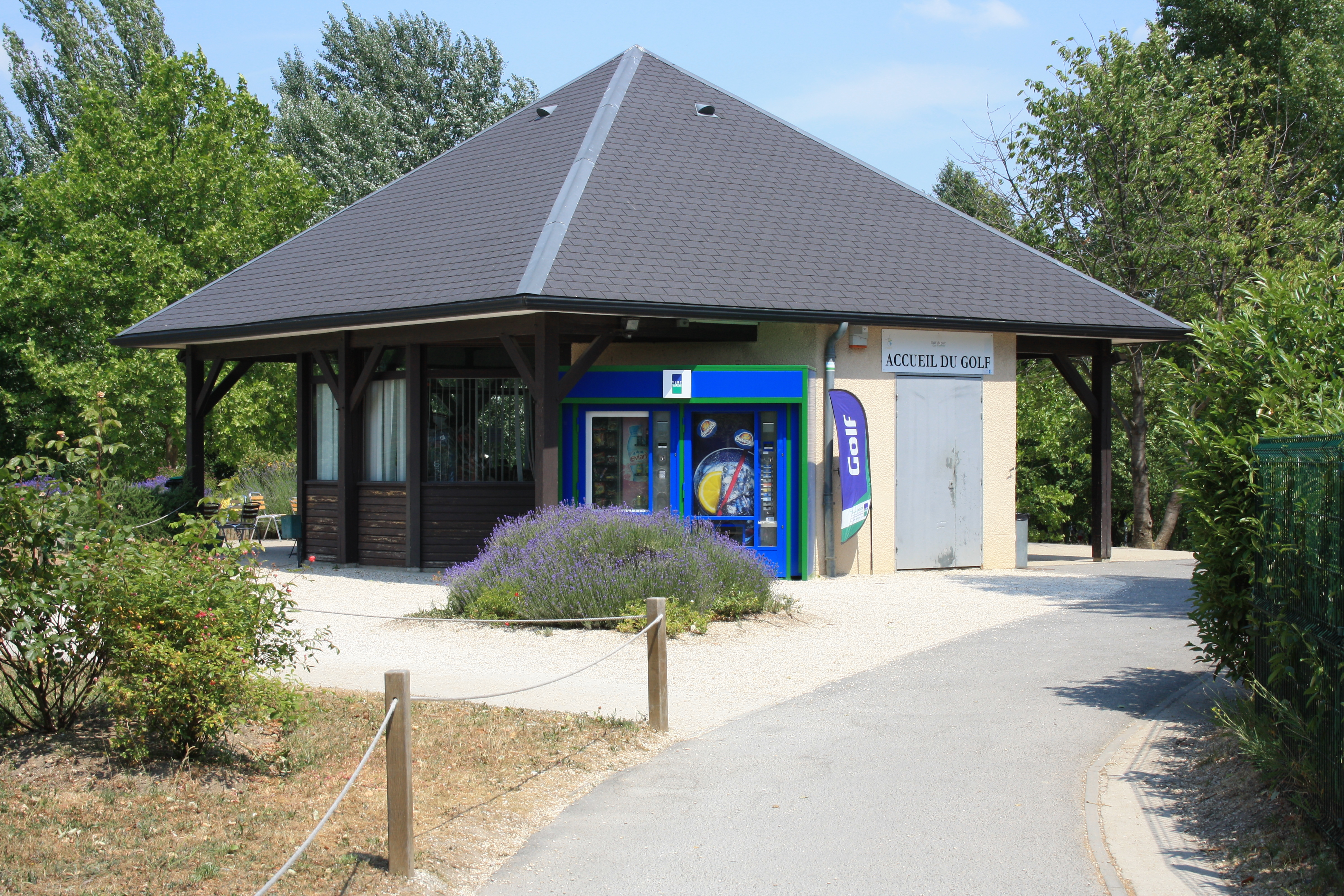
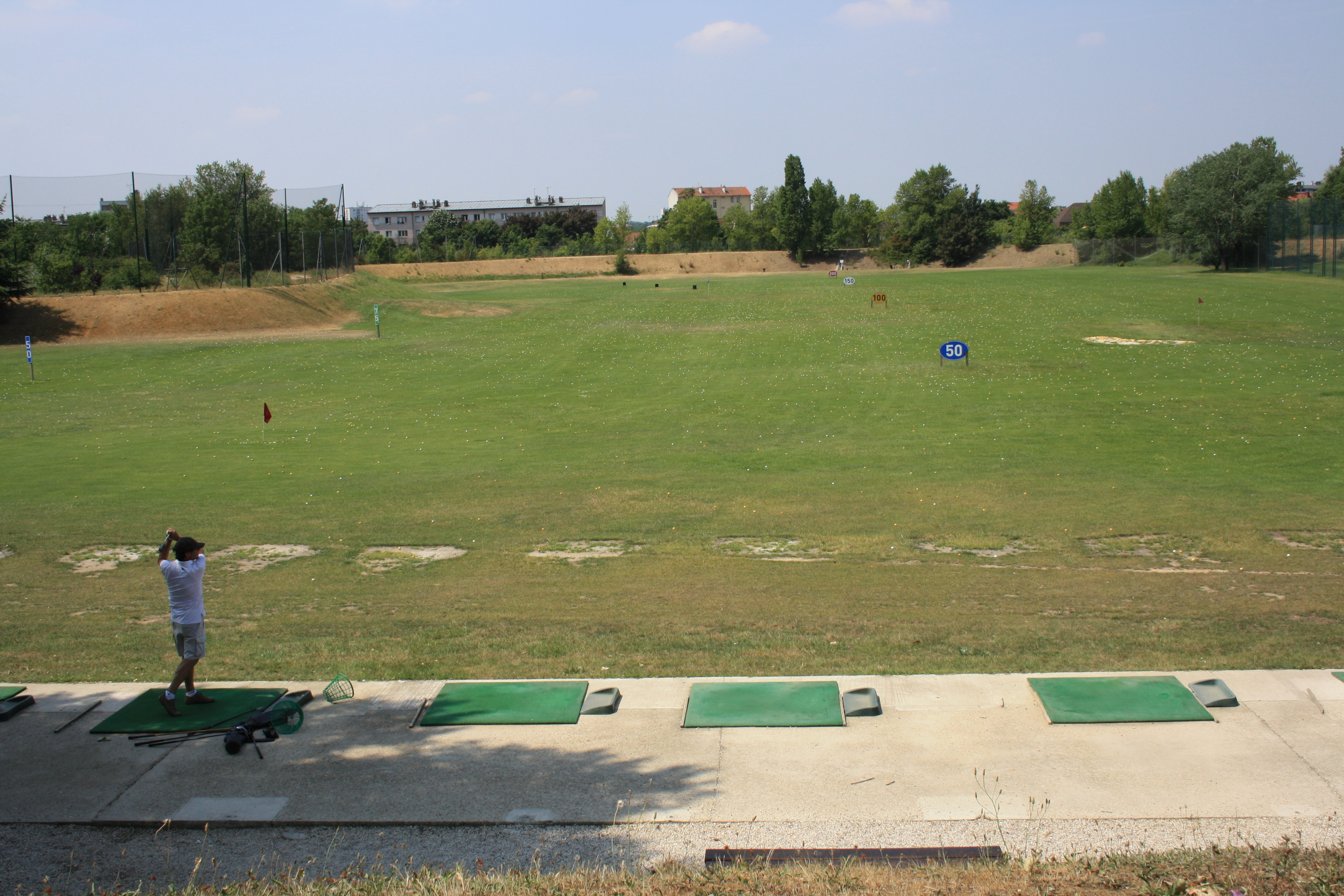
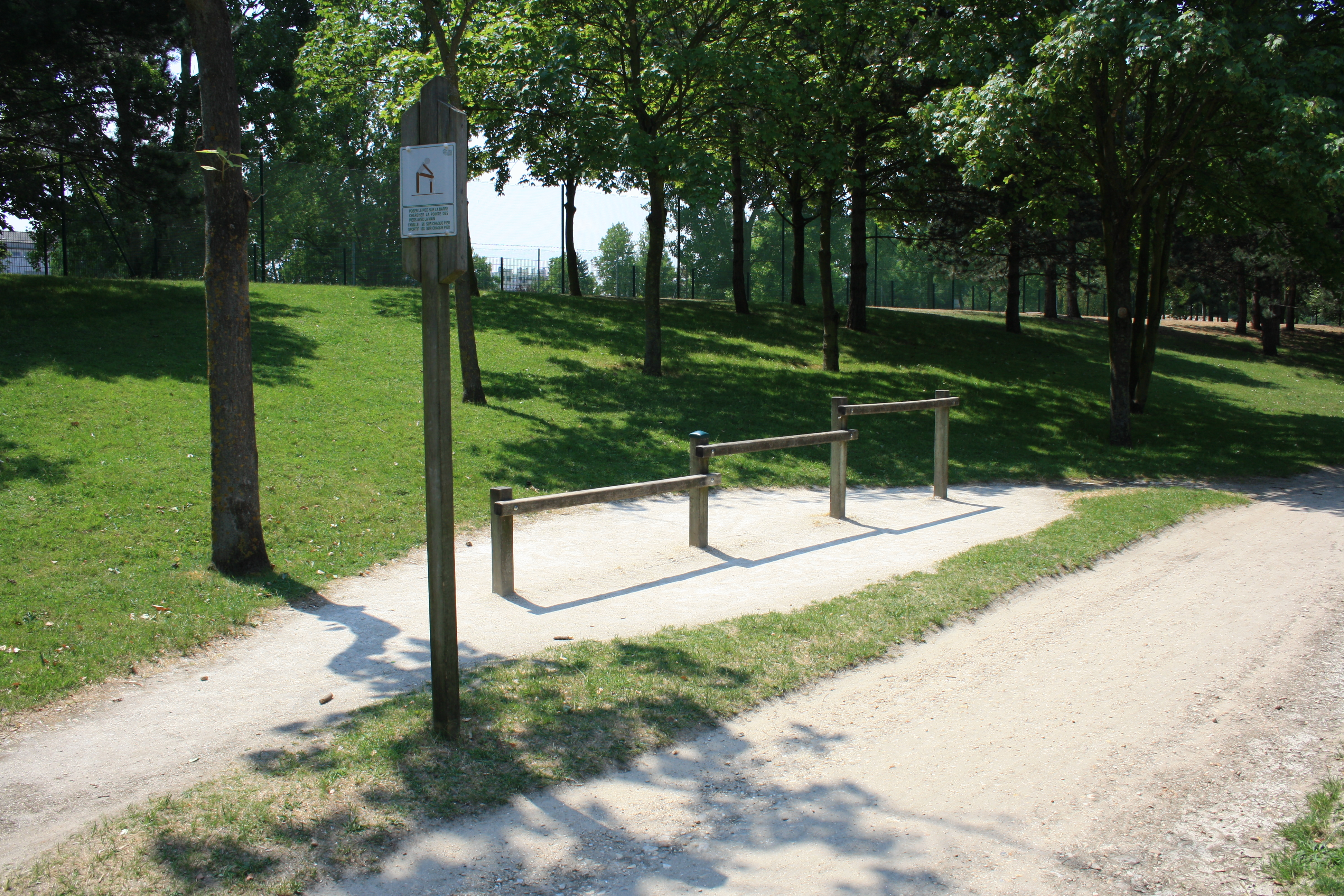
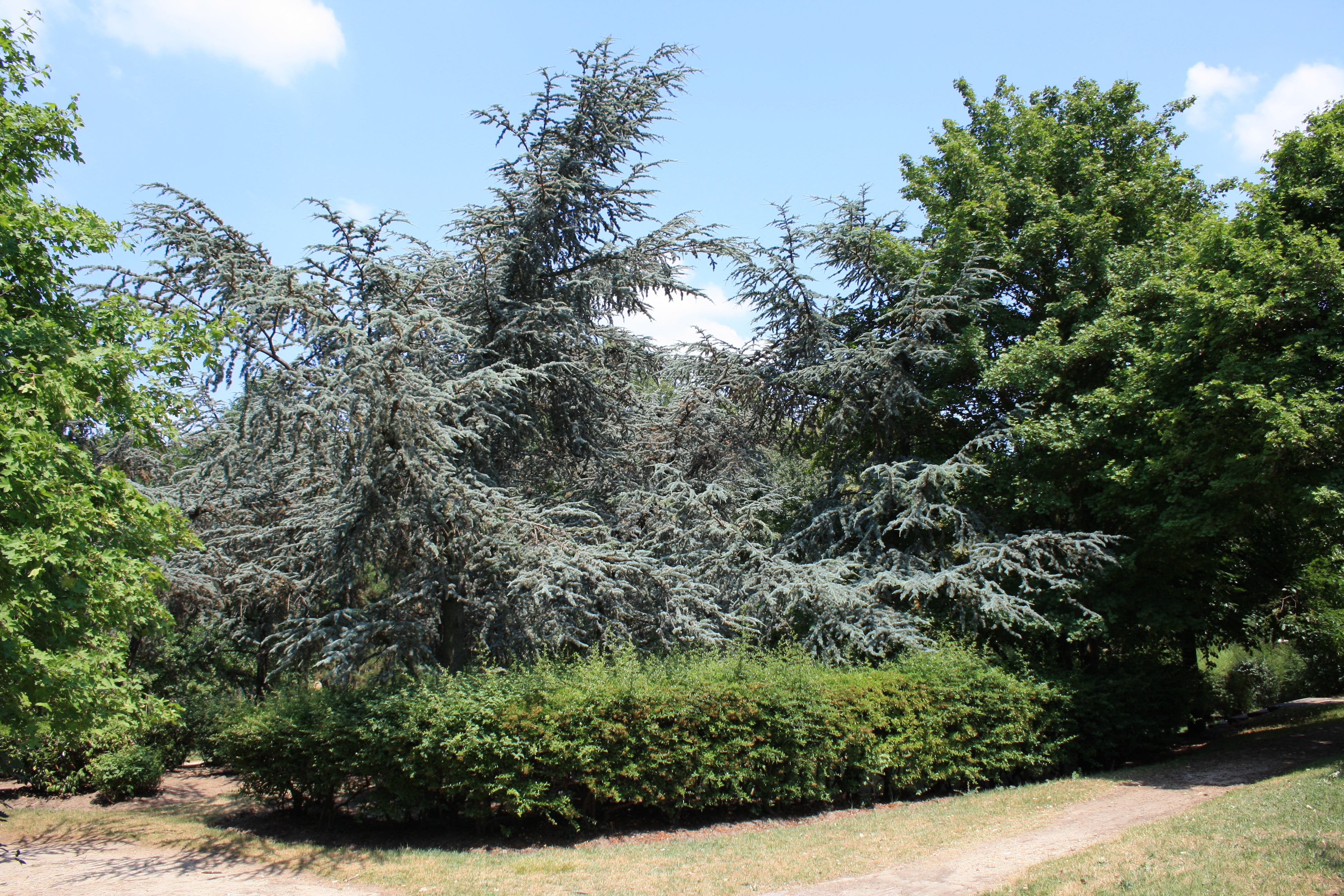
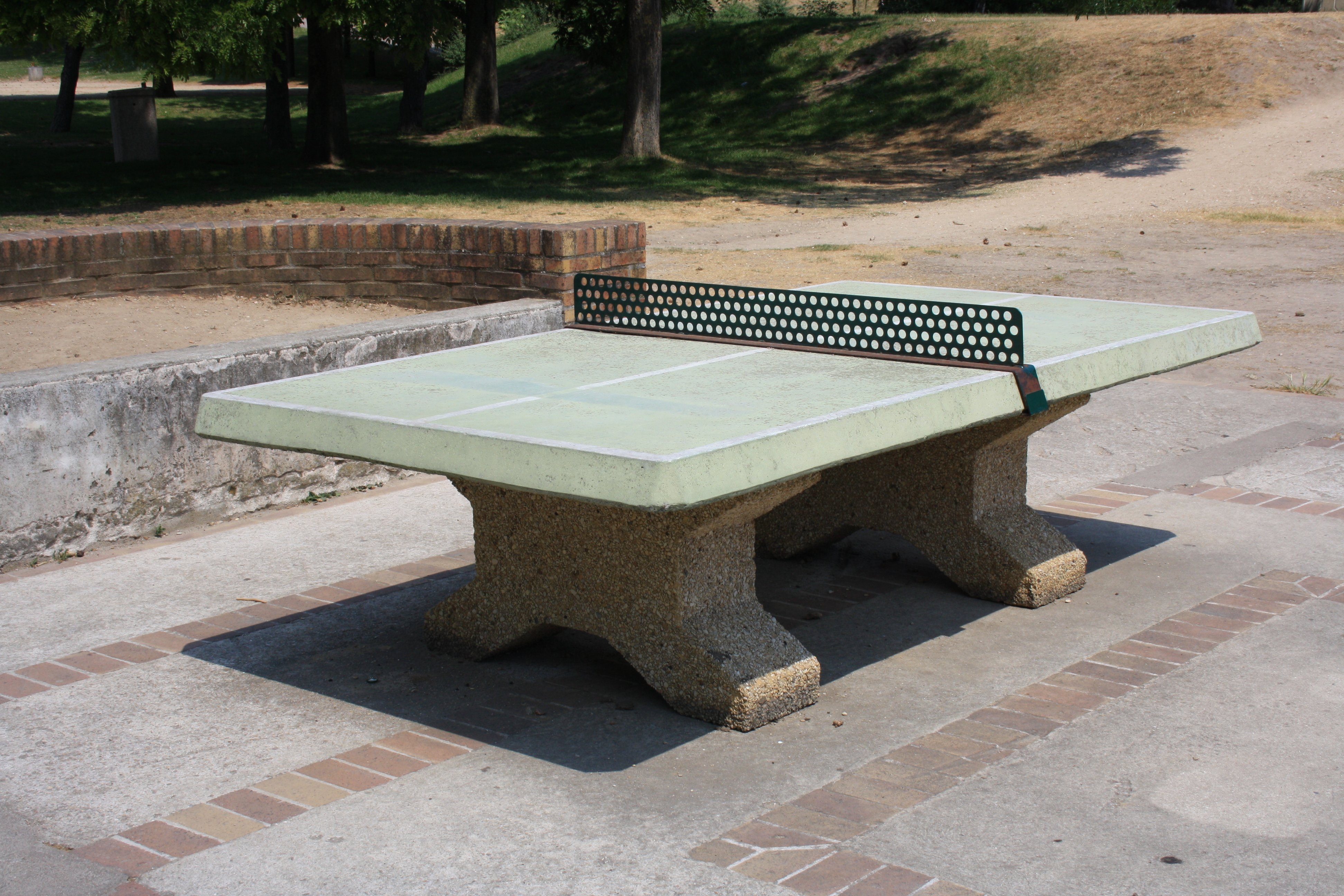
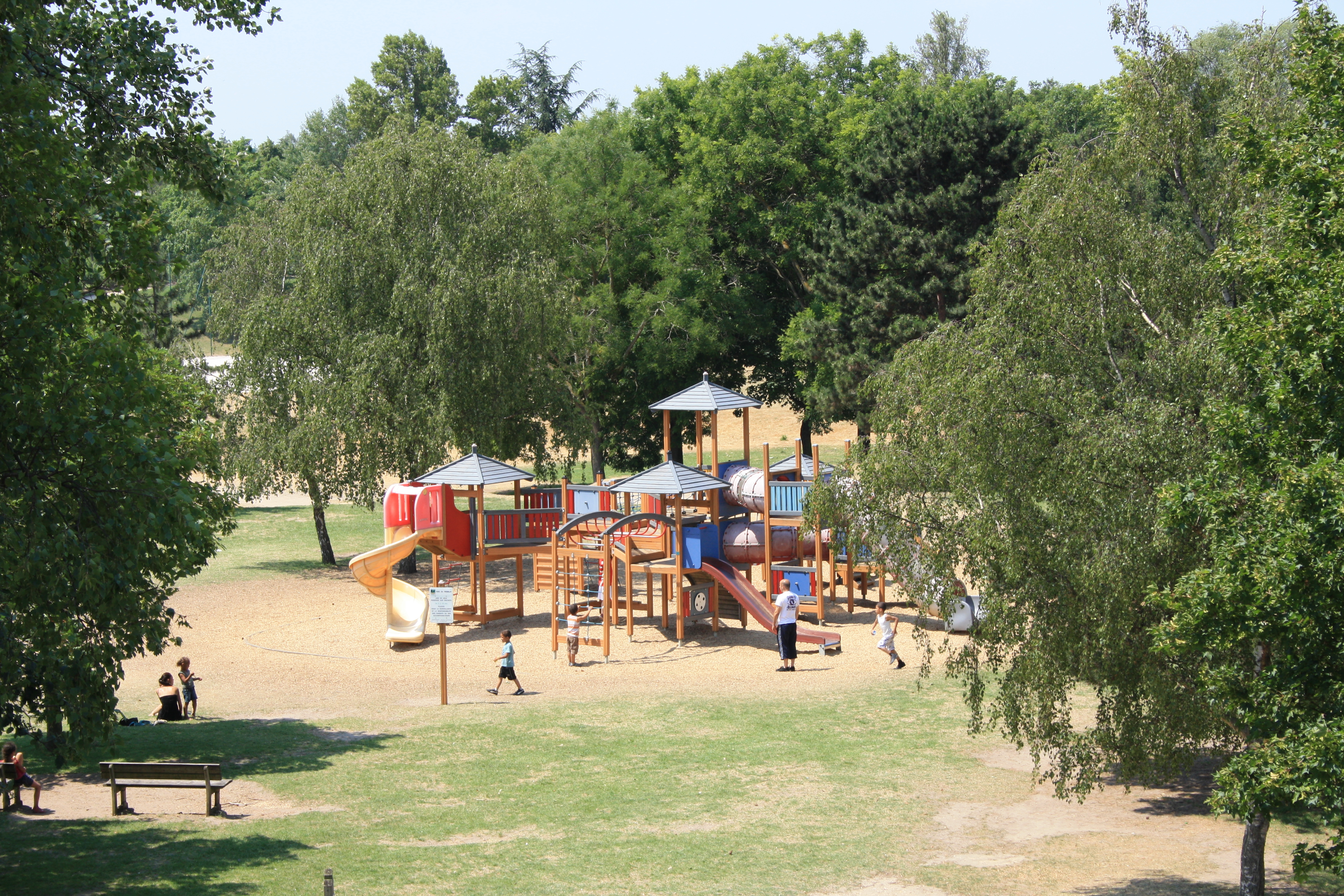
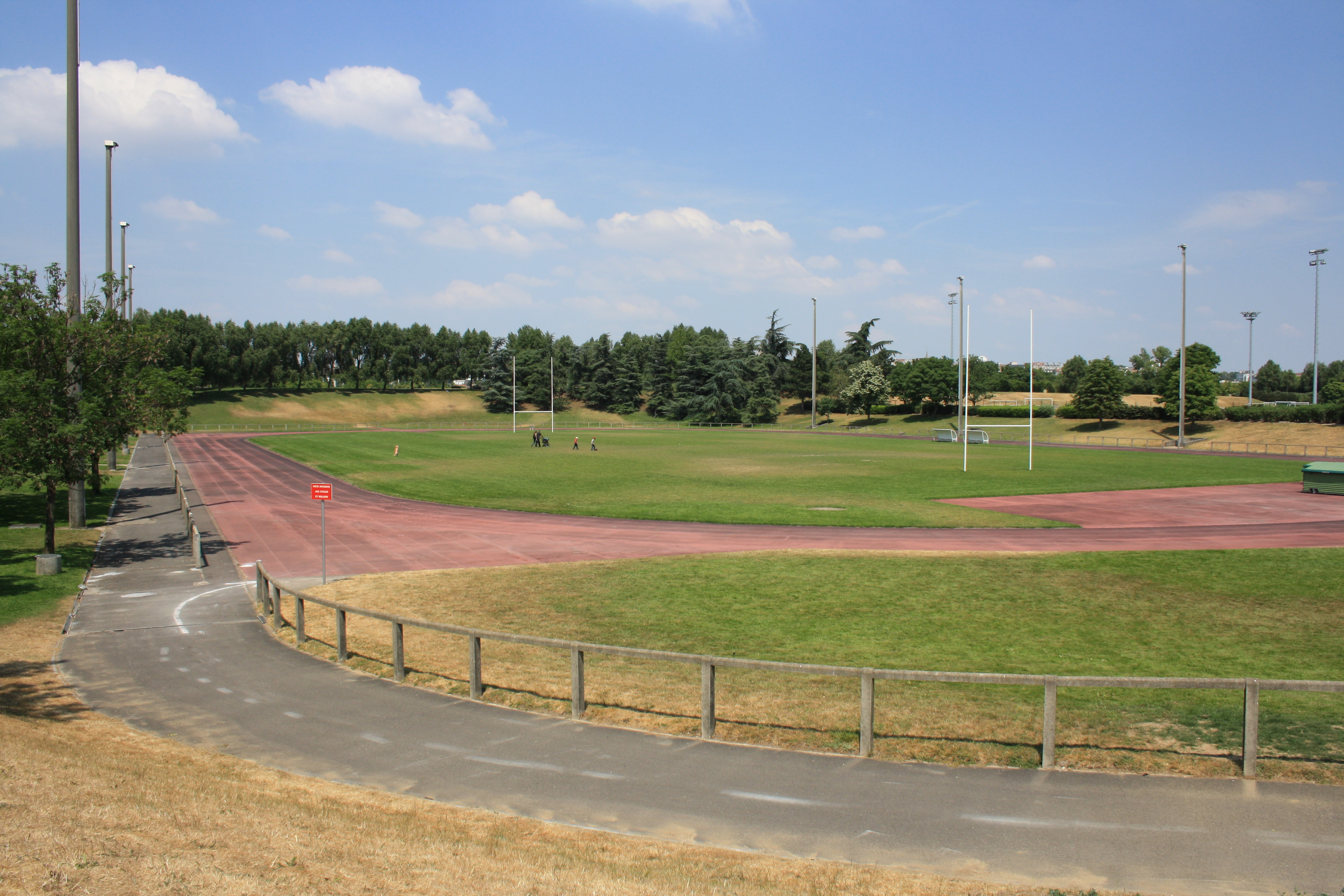
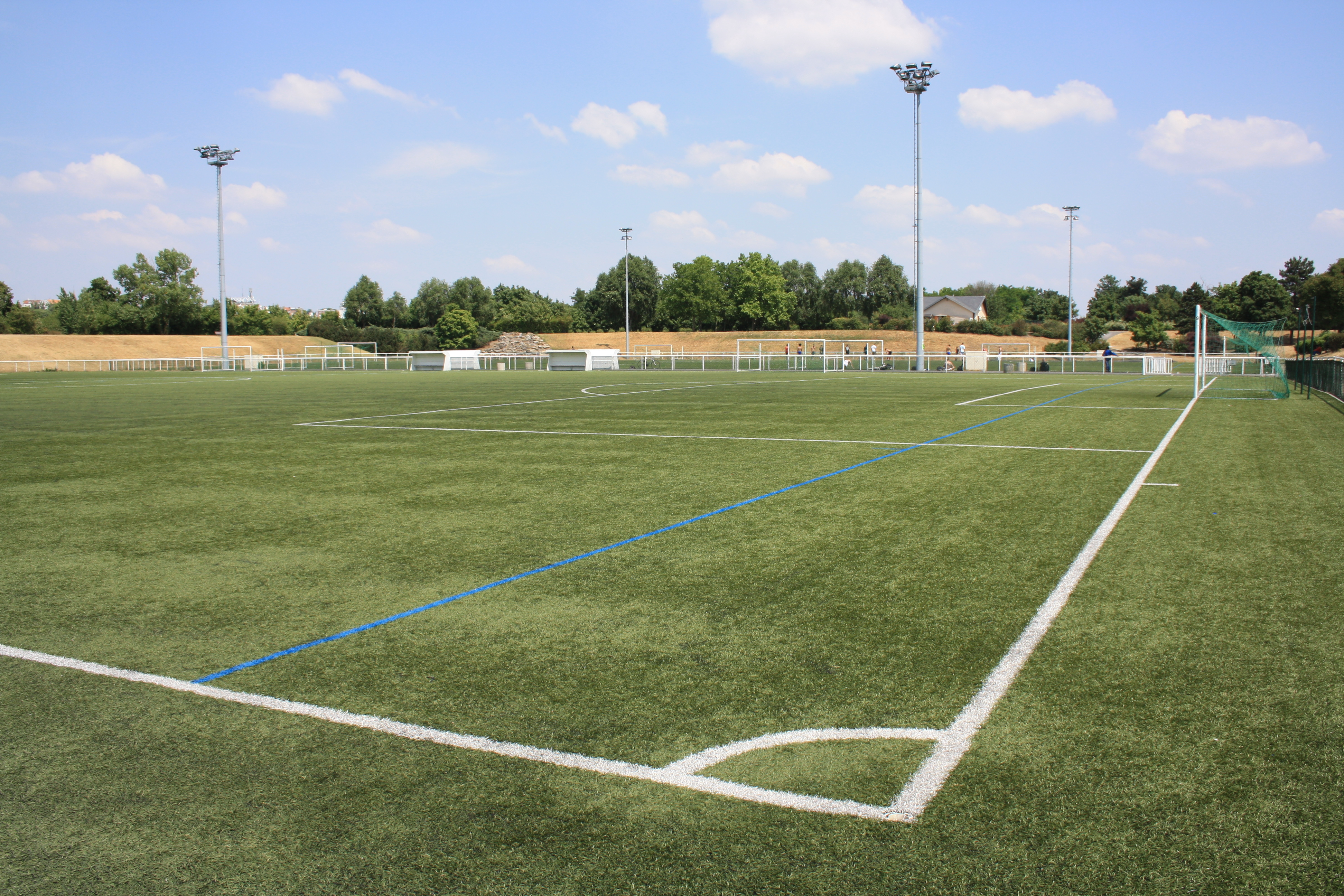
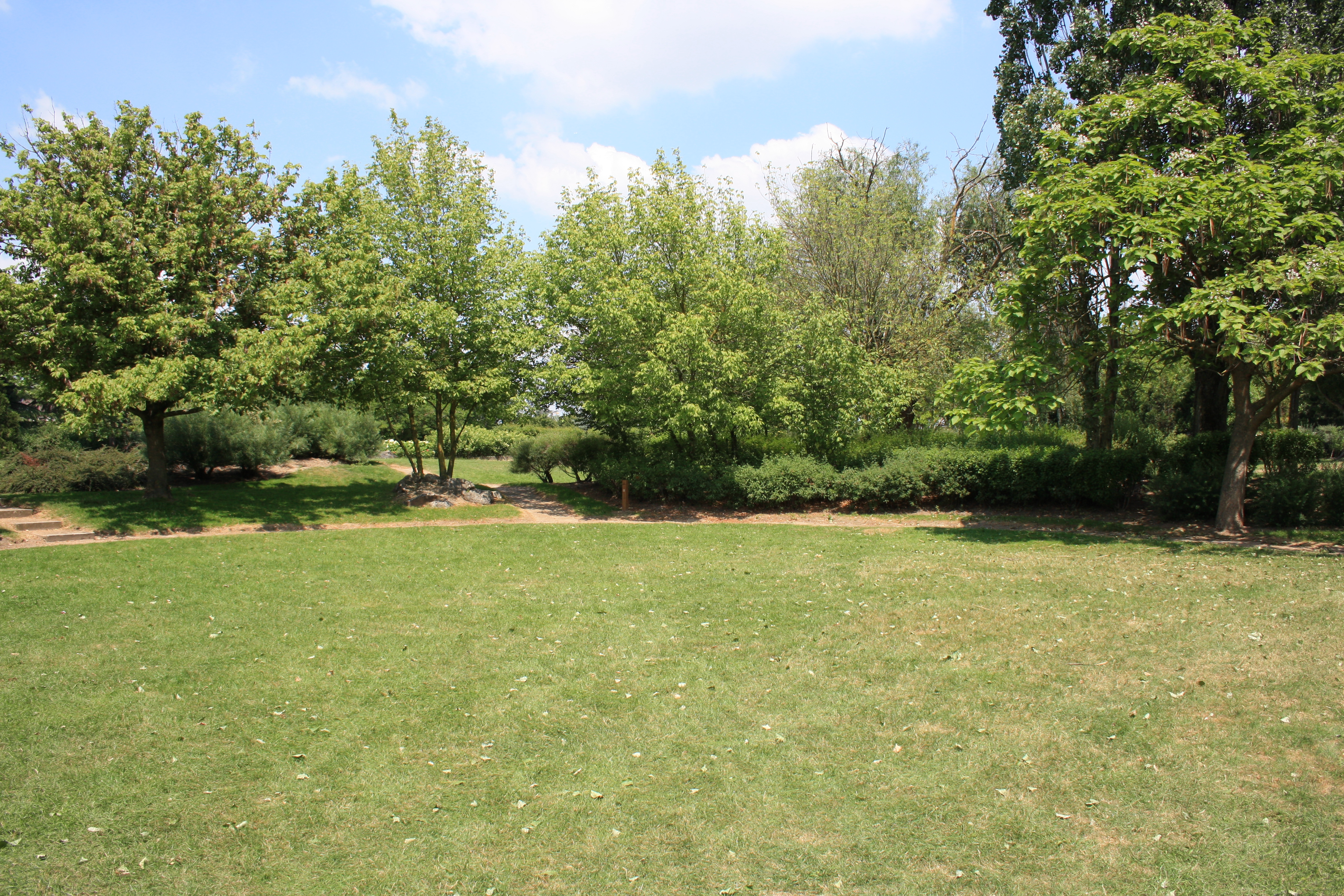
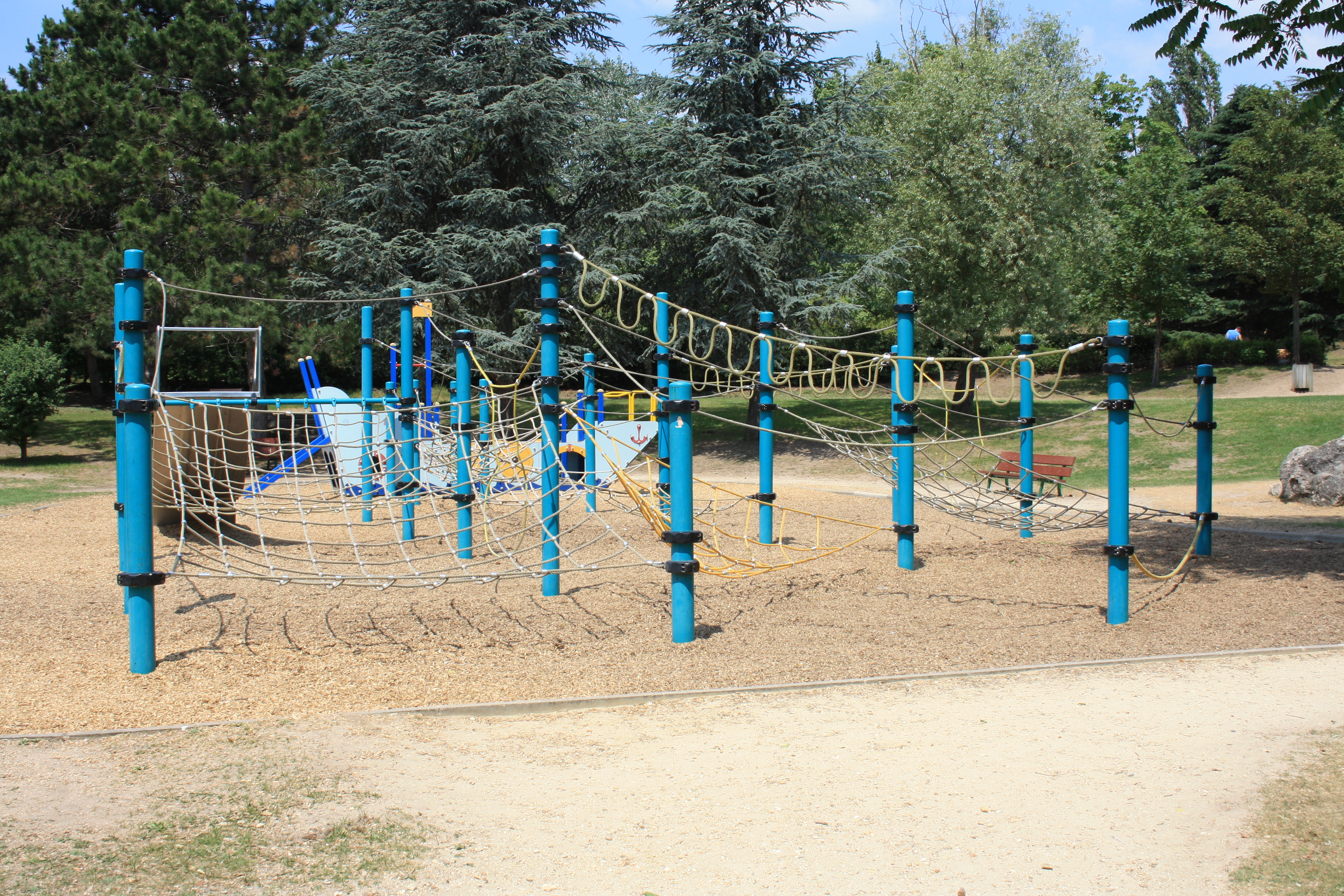
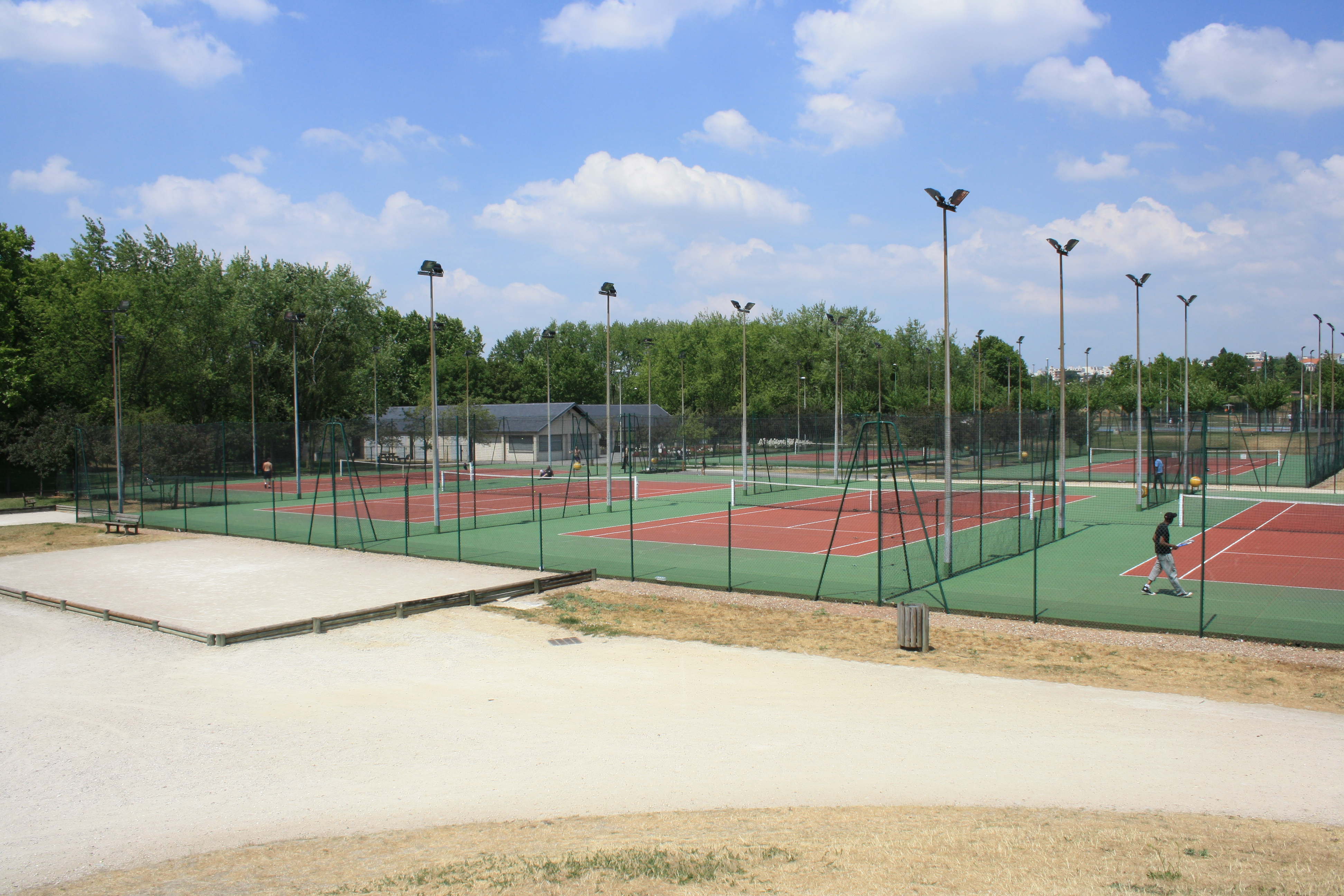
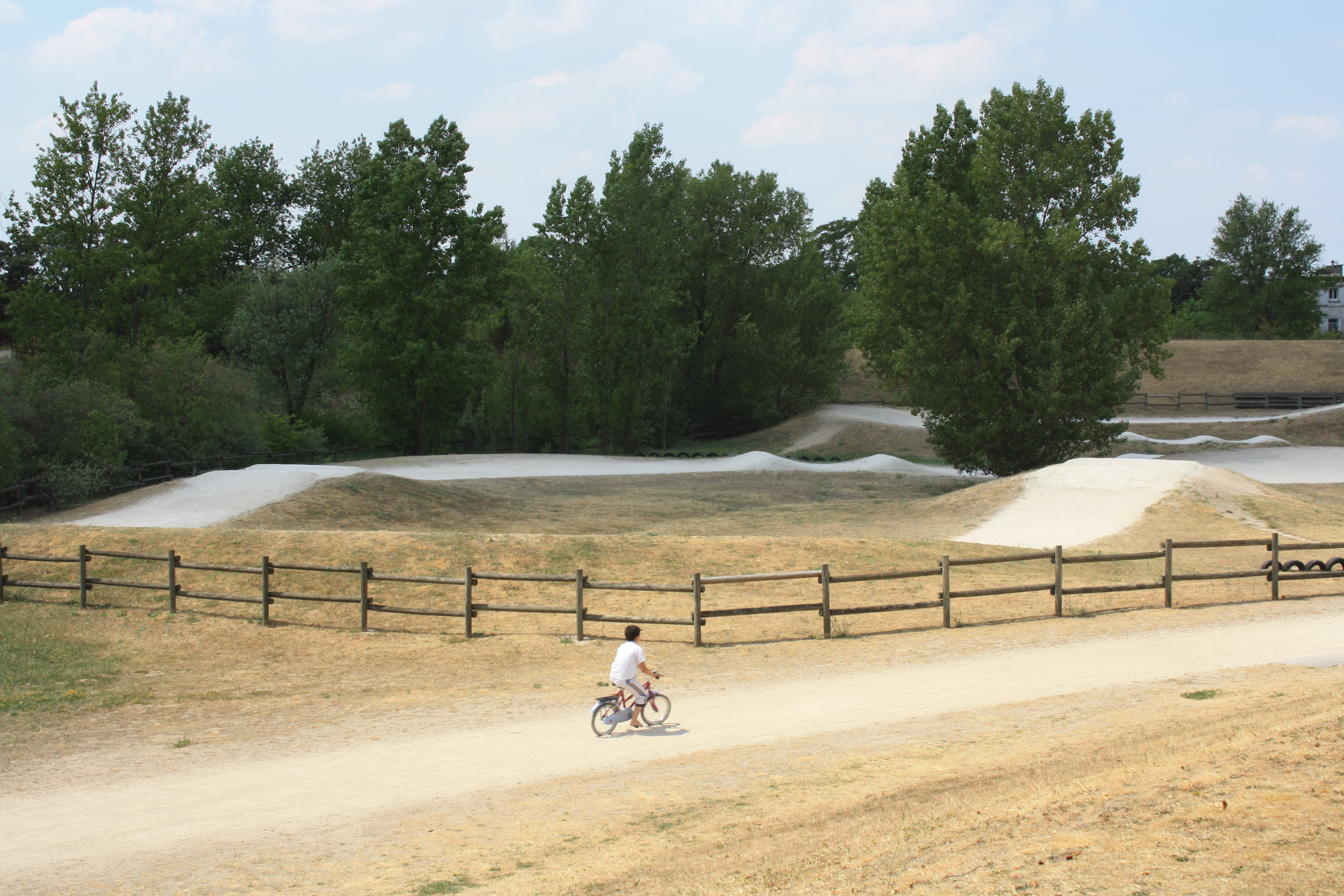
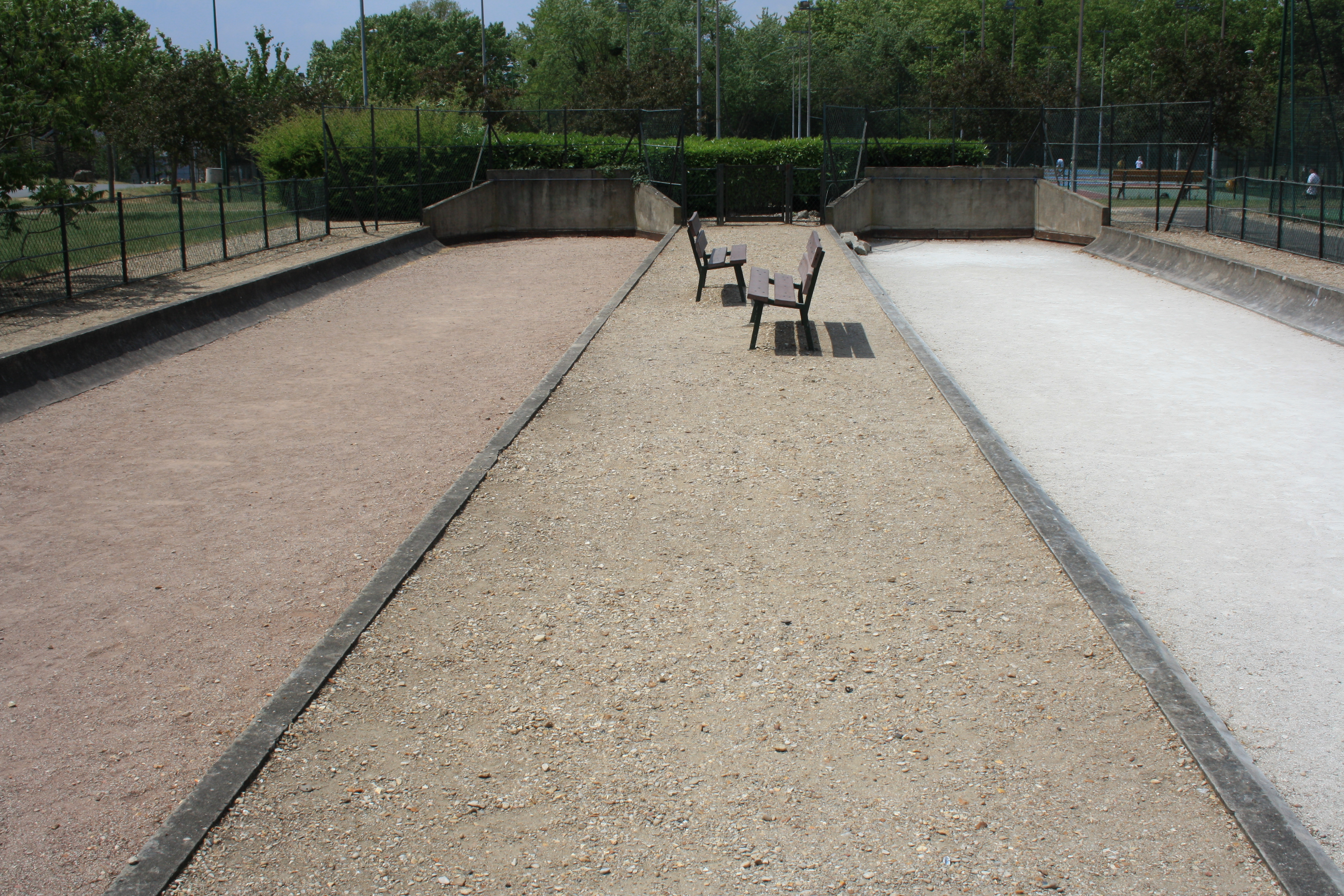
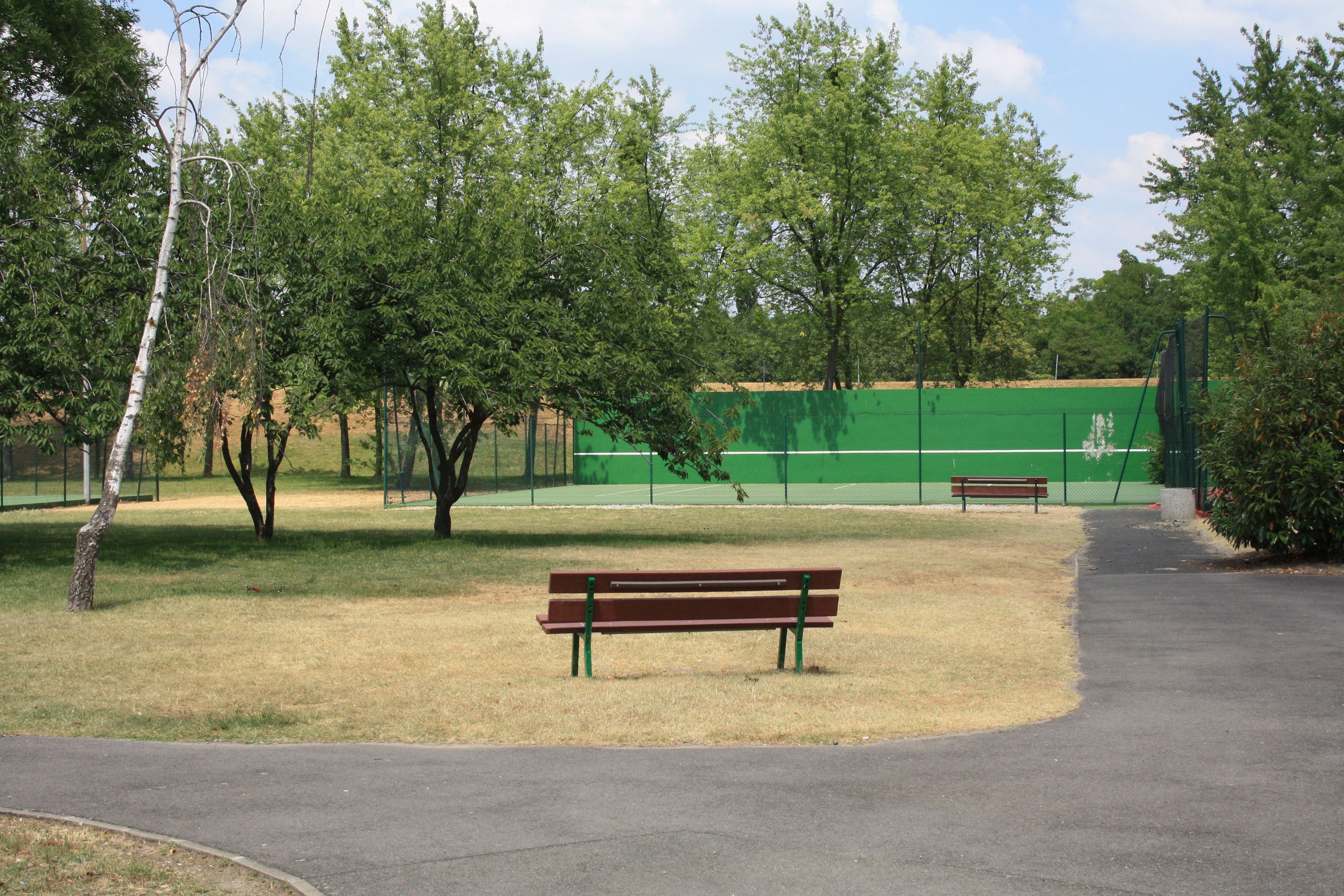